# Escala menor melòdica

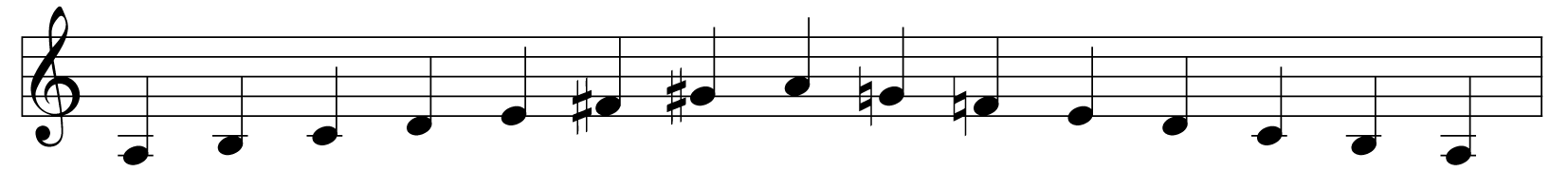
Escala de la menor

L'escala menor melòdica rep aquest nom perquè a causa de les seves característiques és l'escala menor que millor es presta per fer melodies. Conserva el sentit de la nota sensible cap a la tònica quan té sentit ascendent i cap a la dominant en sentit descendent.
És l'única escala composta que té tradició i arrelament musical popular.
La seva composició en sentit ascendent és el de l'escala mixta i en sentit descendent el de l'escala menor natural.
D'aquesta manera tenim una escala que pujant el primer tetracord és menor i el segon major. Baixant tots dos tetracords són menors.